# Jurgita Šiugždinienė

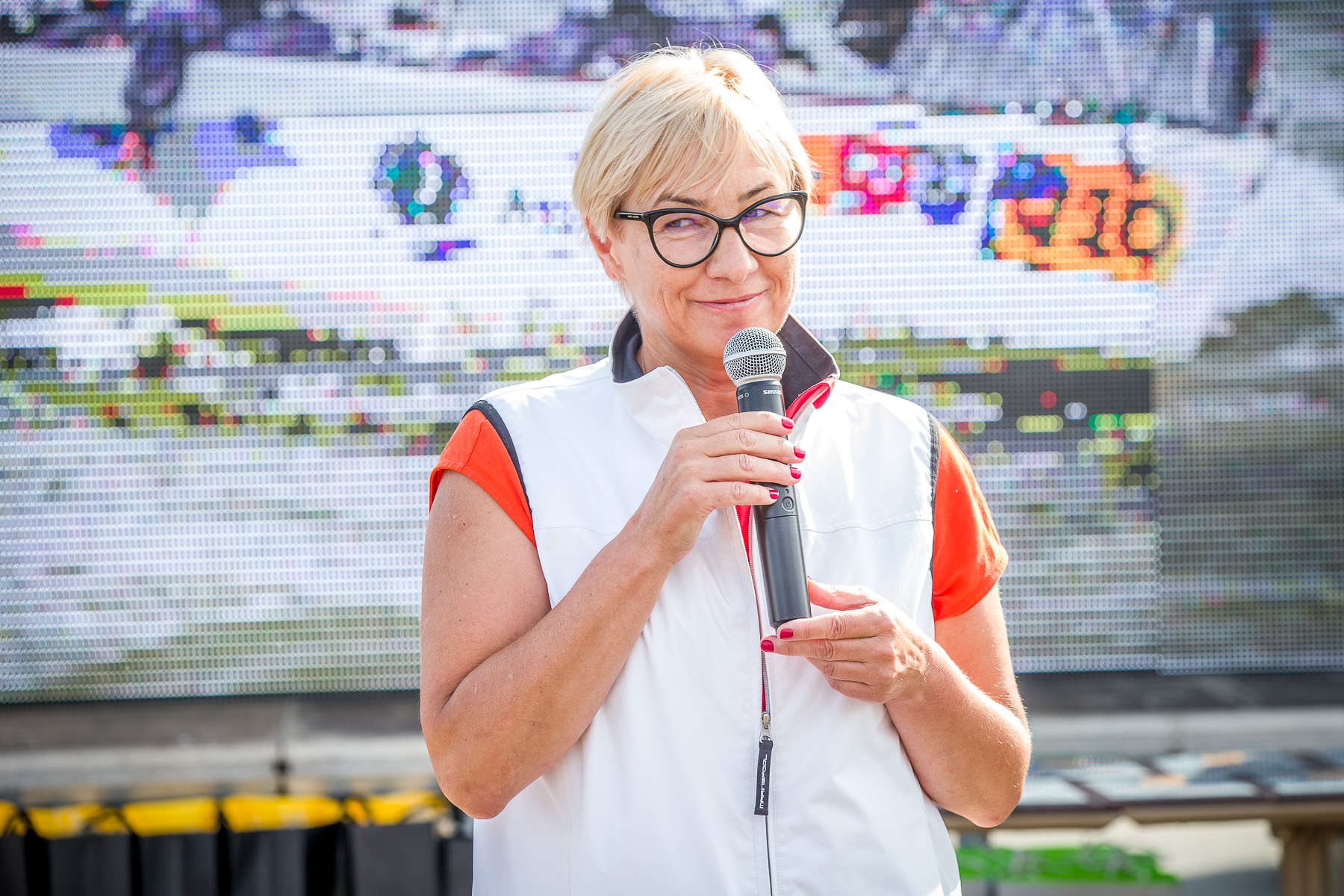
Jurgita Šiugždinienė (2021)

Jurgita Šiugždinienė (* 1. März 1972 in Kaunas) ist eine litauische konservative Politikerin, Mitglied des Seimas für den Wahlkreis Šilainiai, ehemalige Stadträtin von Kaunas, vom 11. Dezember 2020 bis 23. Mai 2023 Ministerin für Bildung, Wissenschaft und Sport im Kabinett Šimonytė, geleitet von Ingrida Šimonytė.

## Leben
Šiugždinienė machte 1990 ihr Abitur in ihrer Geburtsstadt und studierte anschließend an der Technischen Universität Kaunas. Sie hat einen Bachelor (1994) und Master in öffentlicher Verwaltung (1996) und einen Doktortitel in Sozialwissenschaften (2008).
Von 2008 bis 2020 war Šiugždinienė als Dozentin an der Fakultät für Sozial-, Geistes- und Kunstwissenschaften der Technischen Universität Kaunas tätig. Von 2013 bis 2015 war sie Dekanin dieser Fakultät. Von 2015 bis 2017 war Šiugždinienė Vizerektorin für Studien an der Technischen Universität Kaunas. Zwischen 2017 und 2018 war sie amtierende Rektorin.

### Politik
Šiugždinienė ist seit 2012 Mitglied der TS-LKD. Ab 2018 leitete sie die Strategischen Gruppe des Sekretariats des Vaterlandsbundes. Von 2019 bis 2020 war sie Mitglied im Rat der Stadtgemeinde Kaunas.
Im Oktober 2020 wurde sie zum Mitglied des 13. Seimas für den Wahlkreis Šilainiai gewählt. Von ihrer Partei wurde sie anschließend zur Ministerin für Bildung, Wissenschaft und Sport im Kabinett Šimonytė berufen. Sie übte dieses Amt bis zu ihrem Rücktritt am 23. Mai 2023 aus. 

## Privates
Die Ministerin ist verheiratet, hat eine Tochter und einen Sohn. Neben ihrer Muttersprache beherrscht sie Englisch und Russisch. Zu ihren Hobbys zählen Segeln, Laufen und Lesen.